# Isla de Santa Clara (España)
La isla de Santa Clara (en euskera Santa Klara uhartea) es un islote junto a la ciudad de San Sebastián en Guipúzcoa, País Vasco en España, situada en el centro de la bahía de La Concha, de 5,1 hectáreas de superficie y que alcanza los 48 metros de altitud, siendo bastante escarpada debido a sus reducidas dimensiones. El islote es hogar de una subespecie endémica de lagartija (Podarcis hispanicus sebastiani).
Antiguamente era una península, ya que se unía por tierra con el actual paseo. En la actualidad posee un embarcadero y una pequeña playa que sólo aparece con las bajamares y que, sin embargo, cuenta con servicio de socorrismo, duchas e incluso un bar, debido al gran número de personas que en verano se acercan a esta isla (comunicada durante el verano con el puerto de San Sebastián mediante un servicio regular de barco cada media hora). Aparte del pequeño muelle y las dotaciones asociadas al período estival, la única construcción de la isleta es un faro que se yergue en su cima, perteneciente a la Entidad portuaria de Pasajes. En la zona alta de la isla existen campas con numerosas mesas.

## Fauna y flora

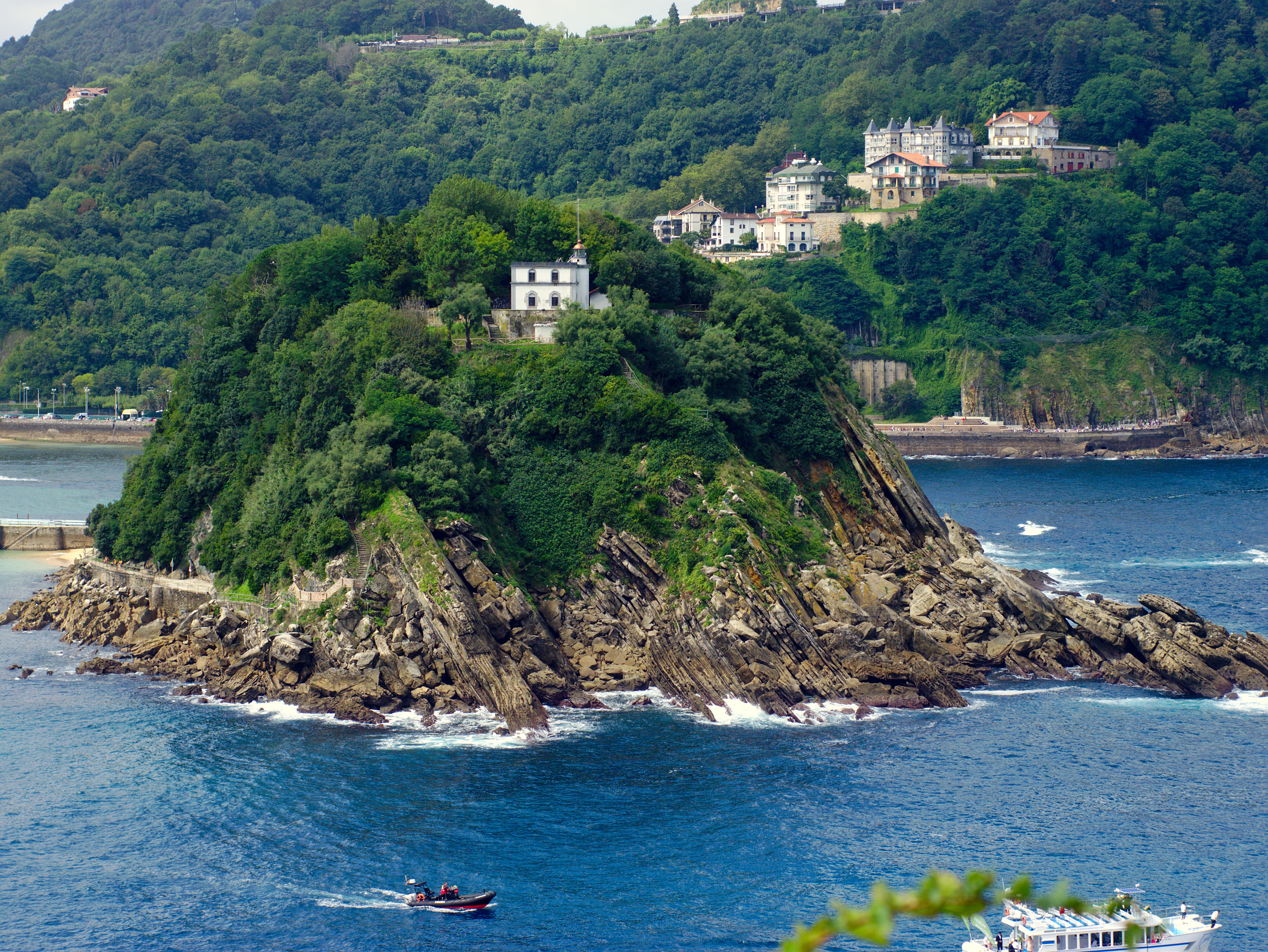
Vista de la isla

Debido al impacto del ser humano, la vegetación autóctona de la isla ha ido diversificándose, por lo que actualmente se contabiliza un gran número de especies, algunas de ellas exóticas, entre las que se encuentran: tamariz (Tamarix gallica), ciprés de Lawson (Chamaecyparis lawsoniana), caña gigante (Arundo donax), chopo (Populus nigra), abedul (Betula celtiberica), higuera (Ficus carica), falsa acacia (Robinia pseudoacacia), aligustre (Ligustrum ovalifolium), bonetero japonés (Euonymus japonicus), geranio (Geranium robertianum), helecho común (Pteridium aquilinum), trébol (Trifolium reptans) e hinojo marino (Crithmum maritimum)
Entre las especies animales presentes en la isla destacan la subespecie endémica de lagartija ibérica de San Sebastián (Podarcis hispanicus sebastiani) y la abundante gaviota patiamarilla (Larus michahellis). Aunque no se asegura que aniden en la isla, también se observan ejemplares de cormorán moñudo (Phalacrocorax aristotelis) y arao común (Uria aalge) en menor medida.

## Historia
Hace 1000 años en la bahía de San Sebastián había dos islas, ya que con marea alta el monte Urgull (tómbolo de Urgull) se convertía en isla. A finales del siglo XIX se urbanizó la marisma o arenal que unía los barrios de Amara y el Casco Viejo, y desde entonces es muy difícil ver Urgull como isla.
La isla fue visitada por Francisco de Asís en 1220. Vivía de una forma muy pobre, por lo que en aquella visita se enfrió y enfermó fuertemente. Tardó unas seis semanas en curarse en el Monasterio que existía entonces en el lugar en que en la actualidad está el Palacio de Miramar. Es muy creíble que la idea de construir una primitiva ermita  en la isla de Santa Clara surgiera durante aquella estancia en el cerebro de Francisco de Asís. Clara Sciffi (1193-1253), la que se convertiría en Santa Clara en años posteriores, y fundadora de la orden de las Clarisas, era colaboradora con Francisco de Asís y solía viajar con él. De ahí viene el nombre de la isla.
En la parte superior de la isla se construyó la ermita de Santa Clara en 1362. La ermita sufrió grandes cambios a lo largo de los siglos. Desde 1821 se han realizado varios intentos y proyectos para la construcción de una barra o pasarela que permita llegar a pie desde Arribizketa (zona donde está actualmente el Peine de los vientos) hasta la isla, pero finalmente no se llegó a ejecutar en ninguna de esas ocasiones. Todavía se puede ver la huella de aquella barradera que se construyó en 1821, con mareas muy bajas se puede llegar andando hasta mitad de camino hacia la isla.
A finales del siglo XVI fueron trasladados a la isla los contagiados por la peste que en esa época asolaba a la capital guipuzcoana.
La vida de los fareros, que durante siglos mantuvieron encendido el faro de la isla, siempre fue muy dura. Todos ellos y sus familias fueron gente dura, sin comodidades, aislada y áspera. Se puede decir que tuvieron la forma de vida de los antiguos ermitaños.
En la madrugada del día 27 de agosto de 1813, las tropas anglo-portuguesas tomaron la isla de Santa Clara en la que estaba de guarnición un destacamento de 25 hombres del ejército francés. Se preparó una decena de grandes botes con 200 hombres  que a pesar del intenso fuego con que fueron recibidos durante el desembarco en la isla y de las 8 o 10 bajas habidas, lograron hacerse dueños del puesto establecido en la ermita .

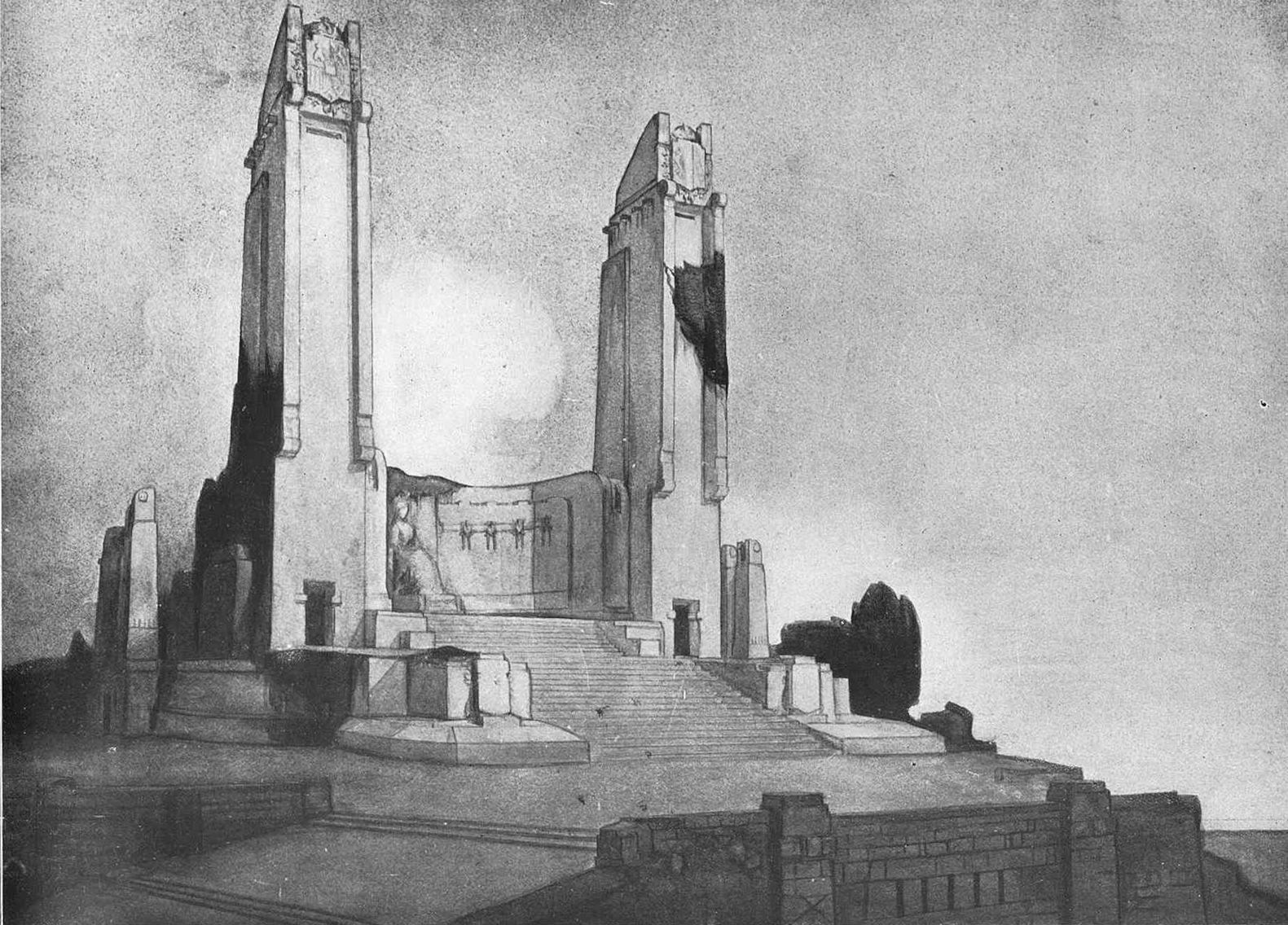
Proyecto de Teodoro de Anasagasti de monumento-asilo dedicado a la reina María Cristina que habría de haberse erigido en la isla de Santa Clara.

A comienzos del siglo XX existió un proyecto para la construcción de un monumento dedicado a la reina María Cristina, a cargo del arquitecto Teodoro de Anasagasti.
La asociación "Amigos de la Isla de Santa Clara" introdujo una serie de mejoras en la isla a partir de 1956. Desde la amarga vida de los torreros, la asociación trabajó para hacer de la isla un lugar de recreo y descanso. Entre las mejoras destacan el suministro de agua potable, las mesas, dos bares, duchas y parasoles. Organizaron todos los años la fiesta del 11 de agosto, día de Santa Clara.
Al escritor y lingüista Txillardegi le gustaba mucho esta isla. En su libro  "Santa Klara. Gure uharte ezezaguna /  Santa Klara, nuestra isla desconocida" (escrito en euskera, con un largo resumen en castellano) describió numerosos sucesos relacionados con la isla. En la introducción del libro confiesa que un buen número de sus páginas literarias las escribió en las antiguas mesas de la isla, así como algunos capítulos de su libro sobre Sociolingüística Matemática.
La Oreja de Van Gogh la mencionó en su canción «Inmortal». En el año 2021 se inauguró la escultura de Cristina Iglesias denominada Hondalea en el edificio del Faro.

## Titularidad
La isla de Santa Clara es un bien de dominio público de titularidad municipal, el cual, según tradición no contrastada, cedió la titularidad de la isla de Santa Clara a Éibar hace dos siglos. Durante el desarrollo de la Guerra de la Independencia (1808-1814) en San Sebastián escaseaba el armamento y la ciudad armera prestó armas a dicha ciudad.
Los vecinos de la localidad de Éibar reclaman la soberanía de la isla Santa Clara afirmando que en una guerra, no se concreta si en la guerra de la independencia o en la guerra de la Convención, San Sebastián realizó un pedido de armas a la ciudad armera que a falta de recursos económicos para pagarlo fue puesta como garantía la isla de Santa Clara. No existe ninguna evidencia documental que avale dicho hecho.